# Ducat de Coïmbra

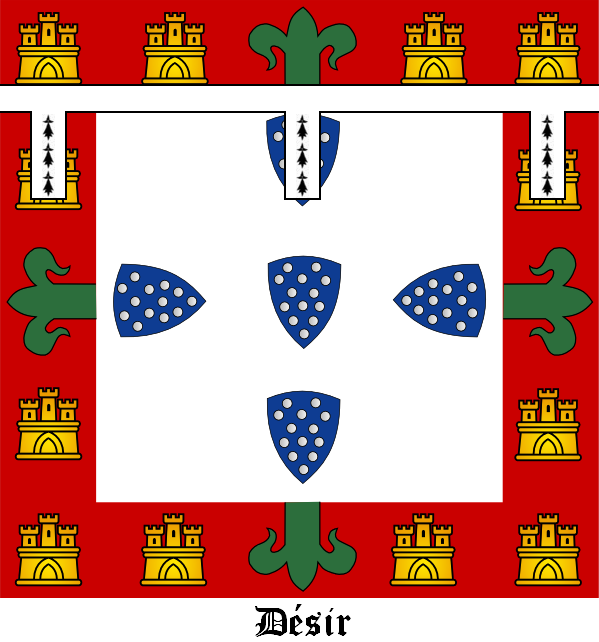
Bandera de l'Infant don Pedro, primer Duc de Coïmbra.

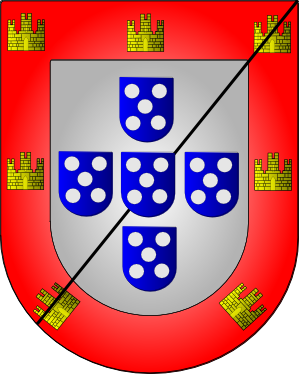
Escut d'Armes de D. Jorge de Lencastre, 2.º Duc de Coïmbra.

El títol Duc de Coïmbra va ser creat pel rei Joan I en 1415, en favor del seu segon fill Pedro. Juntament amb el ducat de Viseu, creat en la mateixa època, és el ducat més antic del país. Després de la mort de Pedro en la Batalla de Alfarrobeira, el títol no va ser heretat pels seus fills, sent atribuït de nou a la fi del segle XV al fill il·legítim de Joan II.

## Ducs de Coïmbra
1. Pere de Portugal, Infant de Portugal (1392-1449)
2. Jordi de Lencastre, Infant de Portugal (1481 - 1560)
3. Augusto de Bragança, Infant de Portugal (1847 - 1861)
4. Henrique de Bragança, Infant de Portugal (1949 - 2017)
5. Maria Francisca de Bragança (n. 1997)